# Бозбейли, Феррух
Феррух Бозбейли  (тур.Ferruh Bozbeyli ) (1927 — 28 июля 2019) — турецкий политик.

## Биография
Родился в городе Пазарджык, расположенном в иле Кахраманмараш. Начальное образование получил в родном городе, среднее — в Антакье. В 1957 году окончил Юридический факультет Стамбульского университета. Затем работал юристом. Принимал участие в судебном процессе, организованном после государственного переворота 1960 года, в качестве одного из адвокатов, защищавших обвиняемых.
В 1961 году вступил в партию Справедливости и 15 декабря того же года был избран от неё в Великое национальное собрание. Переизбирался в 1965, 1969 и 1973 годах, в 1965—1970 годах занимал должность спикера парламента.
Феррух Бозбейли и 40 других членов партии Справедливости вышли из партии из-за разногласий с руководством. 18 декабря 1970 года они создали Демократическую партию, её председателем стал Бозбейли.
Входил в совет директоров Türkiye İş Bankası, в 1980—1992 годах являлся председателем правления. Написал ряд книг.